# Улични хокеј
Улични хокеј (такође познат као схини, дек хокеј, хокеј на друму) је колекција варијанти тимских спортова који се играју на отвореном било пешке или са ролерима, користећи лопту или пак за равне и суве површине. Циљ сваке игре је постићи више голова од противничког тима испуцавањем лопте или пака у мрежу противничке екипе. Све игре су деривати спорта хокеја на леду, хокеја на паркету, бендија и/или хокеја на трави.
Варијанте са точковима подразумевају употребу инлајн или ролера и различито се квалификују као инлајн хокеј или хокеј на клизалишту (такође познат као „Куад хокеј“).
Улични хокеј у "пикап" облику се генерално игра према следећим смерницама пошто не постоје "званична правила" за локални пикап хокеј:
Физички контакт између играча је изузетно ограничен да би се избегле повреде.
Тркачи носе минималну или никакву хокејашку опрему, у зависности од преференција играча.
Играчи се слажу да ли да дозволе ударце и подизање штапа или не, што може проузроковати озбиљне повреде играча, пошто се опрема минимално носи или се уопште не носи.
Играчи одлучују да ли ће користити хокејашку лоптицу, тениску лоптицу или пак за улични хокеј.
Нема судија осим када се тако договоре обе екипе.
Улични хокеј се обично игра на отвореном, често на улици паркингу, тениском терену или другој асфалтној површини, од чега је настао назив улични хокеј. Тимови се бирају на различите начине, али обично их бирају капитени путем алтернативног избора доступних играча. Алтернативно, сви играчи стављају своје штапове на гомилу и штапови се избацују из гомиле на супротне стране. У формалније организованој игри, игра се на клизалиштима која су често дизајнирана за хокеј на ролерима и могу бити затворена или отворена клизалишта. Постоје и клизалишта изграђена посебно за хокеј који се игра пешице, а називају се и клизалишта за хокеј на клупи или хокеј са лоптом. Таква клизалишта се могу користити и за игре хокеја на ролерима.

## Историја
Верује се да је хокеј на улици почео када су путеви почели да се асфалтирају у богатијим деловима Северне Америке, негде на прелазу из 19. у 20. век. Појам улични хокеј је тако настао у Канади у неко слично време, али претрагом записа на интернету и у неколико библиотека љубитеља хокеја, генерално, није пронађена тачна година. Спорт, а тиме и термин улични хокеј, на крају се проширио на југ у Сједињених америчких држава. Већина људи који се баве овим спортом се углавном слажу да ниједна особа или ентитет није измислио термин „улични хокеј“, већ да је он једноставно измислио сам себе, баш као и термин „хокеј на леду“, пошто описује облик хокеја. Људи би буквално играли игру на улици па су морали да замоле људе да играју тако што су их питали да ли желе да играју хокеј на улици.
Широм земље ћете видети многу децу свих узраста, од којих су неки стари од 6 година како играју ову игру. Као деца и тинејџери, скоро сви хокејаши раде на својим вештинама и вежбају своје игре играјући улични хокеј, често сами на прилазима или на улици испред својих кућа. Што је уобичајено јер вам не треба лед за игру. Ова деца могу да се играју било где са тврдом подлогом. Нека деца чак организују тимове да се такмиче против других. Постоје званичне игре и турнири којима се ова деца могу придружити. Кроз историју организованог хокеја, многи професионални играчи на леду учествују у разним промотивним играма уличног хокеја и добротворним догађајима, често се појављују као део програма за омладински улични хокеј тима Националне хокејашке лиге. Пошто не може сваки хокејаш да буде на леду у сваком тренутку, велика већина игра неки облик уличног хокеја било из чистог уживања, да би побољшала своје опште хокејашке вештине, или обоје.
Такође, пошто је цена мањих кућних клизалишта била прескупа за професионалне играче, многи би често играли улични хокеј током летњих месеци како би физички били у форми. То им је такође пружило прилику да раде на различитим аспектима игре на исплатив начин. Пре ере великих плата, многи полупрофесионални и професионални играчи су играли једни са другима када су живели на удаљености једни од других. Ин-лајн хокеј се сматра јефтинијим од хокеја на леду. Према томе, вероватније је да се деца играју и држе корак, то може укључивати њихову игру и кондицију.
Тек почетком 1970-их, је Рејмонд В. Леклерк, оснивач корпорације Милец и творац наранџасте лопте без одбијања, заједно са неколико истакнутих играча у североистоку Сједињених Држава и југоисточне Канаде, успоставио правила за организованије форме игре. Ова правила је брзо усвојила већина лига у овој области, а затим су се на крају проширила широм САД и Канаде штампаним правилником, који су људи могли да купе. Леклерк је неформално признат као тхе "Отац уличног хокеја."
После неколико година експериментисања са свом динамиком, Леклерк је 1974. направио модел сајта за играње и унапређење игре у Леоминстеру, Масачусетс. Локација, Леоминстер Дек Хокеј Центре, има 3 клизалишта на отвореном, сва са модуларним спортским теренима и неформално је позната као „Дом ДекХокеја“. Организована верзија уличног хокеја са тимовима који се такмиче у лигама прихватила је велики број играча у Торонту, Монтреалу, Онтарију, Њујорку, Лонг Ајленду, Њу Џерсију, Пенсилванији и Мериленду. Ускоро су у тим регионима ницале разне лиге и турнири. Игра се затим проширила на југ и запад док су се играчи са североистока САД преселили у различите области Сједињених Држава, а канадски играчи су се преселили ван провинција Онтарија и Квебека.
У Канади је овај спорт организован за турнирске игре на покрајинском и националном нивоу касних 1970-их, оснивањем Канадске асоцијације за хокеј са лоптом. Убрзо је уследила формалнија организација спорта, што је довело до покрајинских турнира и на крају канадског националног првенства.
У САД је спорт организован за лигашко/сезонско играње на националном и државном нивоу 2020. године, формирањем Националне лиге у хокеју са лоптом.

## Играње
Разни облици уличног хокеја
Улични хокеј је базиран на хокеју на леду, бендију, хокеју на трави или хокеју на паркету и општа сврха је иста: постићи више голова од противника тако што ћете испуцати лопту или пак у мрежу противничког тима користећи свој штап.

### Варијанта хокеја на леду
Варијанта хокеја на леду је мање опасна од хокеја на леду, а у ин-лајн хокеју има мање инцидената. Обично се игра пешице на неком отвореном асфалту, бетонској или модуларној спортској подлози. Најпопуларније лоптице по избору су наранџасте „но боунце” пластичне лоптице које су посебно направљене за улични хокеј, као и тениске лоптице. Пакови се ретко користе због површине за игру, али се у неким случајевима може користити и посебан пак дизајниран са лежајевима за хокеј на ролерима. Ако се користи пак, играчи се углавном слажу из безбедносних разлога да уложе све напоре да пак задрже на земљи, пошто играчи углавном не носе заштитне капе за главу и ако пак удари играча у главу, то може изазвати озбиљне медицинске повреде и штете. Пошто обично користе лопту напуњену водом, мање је опасно од коришћења гуменог пака. Такође је безбедније јер нема лопатица или провере тела као у хокеју на леду. Понекад се улични хокеј игра са мало заштитне опреме, па се нивои физичког контакта унапред договоре од стране учесника. Игра дозвољава ниво физичког контакта сличан оном који је дозвољен у кошарци.
Правила и стилови игре могу се разликовати од области до области у зависности од традиције коју је одређена група издвојила. У неформалној игри, игра често почиње на један од два начина: 1) такозвано „НХЛ обрачун“, у којем два противничка центра ударају штапом један о другог три пута говорећи „Н“, „Х“, „Л". Одмах након "Л" два играча се боре да виде ко тврди посед лопте или пак 2) Један тим једноставно узима лопту или пак иза своје мреже голмана, слично као што се кошаркашка утакмица наставља када један тим постигне кош .

### Хокеј на паркету
Улични хокеј се такође може играти на затвореним кошаркашким теренима и/или гимнастичким салама. Међутим, ове врсте игара спадају у категорију хокеја на паркету. У организованим лигама, хокеј на паркету често има посебна правила која се мало разликују од уличног хокеја на отвореном. Зидови или ограде ових „клизалишта“ служе за одржавање лопте, пака или диска у игри слично као даске на клизалишту.
Хокеј на паркету има неколико варијанти, користи се или пак или тип диска, али само једна, названа „Косом хокеј“, подсећа на конвенционалнији формат северноамеричког уличног хокеја. Косом хокеј и флоорбол се понекад сматрају формалним подскуповима уличног хокеја јер имају тако различита правила.

### Косом хокеј
Косом хокеј је назван по Косом-у, главном добављачу опреме за часове физичког васпитања) и често користи затворени пак.

### Флорбол
Флорбол личи и на хокеј на трави и на северноамерички хокеј на леду, али је заправо варијанта екипног спорта на леду - бенди.

### Сем Џекс хокеј на паркету
"Сем ЈЏек" хокеј на паркету развијен је у Канади 1930-их, али није користио лопту или пак, већ диск од филца са рупом у средини и захтевао је од играча да користе равне палице без сечива. Иако је ова игра, чија је правила кодификовао Сем Џекс у Канади 1930-их, помогла у формирању ране концептуализације рингета (који је такође креирао Сем Џекс) и за коју се у почетку веровало да може постати врста „спорта на терену“, рингет се није развила као блиска ледена варијанта игре хокеја на паркету. Након што је њену почетну структуру правила развио Мирл Артур Макарти, кошаркашка игра је постала утицајнија на рани темељни дизајн рингета. Међутим, рани формат рингета је још увек био у ближој вези са Џексовим хокејем на паркету него било које друге варијанте на паркету, улични хокеј или хокеј на леду.

## Опрема

### Северна Америка
У Северној Америци опрема за улични хокеј је заснована на оф дизајну који је настао у хокеју на леду. Ова опрема је дизајнирана да буде лакша и флексибилнија због искључења телесних провера у уличном хокеју. Сва опрема у стилу хокеја на леду је неопходна осим сертификованих кацига.
У играма у стилу пикап-а, већина играча има тенденцију да игра са неком комбинацијом следећег:
- хокејашке рукавице
- штитници за потколеницу
- заштита очију
- атлетска подршка
- штитници за уста

Штитници за потколеницу су често фудбалског типа када се игра пешице, мада неколико компанија сада производи и продаје јастучиће за потколеницу који су лагани, издржљиви и посебно су дизајнирани и пласирани на тржиште за улични хокеј и хокеј на ролерима.

### Голмани
Голмани и даље обично носе опрему сличну по изгледу својим колегама у хокеју на леду ради безбедности, али делимично и да би блокирали већи део головог простора. Међутим, таква голманска опрема која се користи у уличном хокеју је генерално лакша од оне која се користи у хокеју на леду због смањене тежине и густине лопте (или пака) која се обично користи у уличном хокеју у поређењу са паком од тврде вулканизоване гуме који се користи у леду. хокеј.

### Штапови
Штап за улични хокеј је по облику и величини сличан штапу за хокеј на леду, али је направљен од материјала који ће боље стајати за употребу на асфалту или сличној површини за игру. Има два главна дела, осовину и оштрицу. Осовина је често направљена од алуминијума, графита или дрвета. Оштрица је обично направљена од неке врсте пластике, обично мешавине полиуретана, и причвршћује се на осовину уметањем у осовину, при чему је унутрашњост осовине обложена специјализованом врстом лепка који захтева загревање да би се слегнуо и учврстио. Остале осовине су дизајниране да имају сечиво зашрафљено на осовину и причвршћено завртњима. Неки штапови за улични хокеј су направљени у облику једног дела и направљени су од пластике, полиуретана, графита, алуминијума, дрвета или мешавине ових и других материјала. Могу се користити и хокеј на леду и инлине хокејашки штапови. Међутим, штапови за улични хокеј су обично јефтинији и издржљивији за играње на асфалту и бетону и као такви су чешћи из тог разлога где се игра на тим подлогама. У организованим дек и хокејашким лигама, већина играча користи скупље штапове јер је квалитет игре много већи од уличног хокеја са лоптом, а Мулит Модулар Сурфацес види игре које се играју које омогућавају безбеднију и бржу верзију Дехокеја и много су безбедније за покретање тог бетона или црне плоче.
Улична лопта
Са успехом широко коришћене наранџасте лопте за улични хокеј, уведене су многе различите варијанте боја због промене лопти за временске услове, као што су жута, црвена, ружичаста, па чак и лопта која светли у мраку. Неколико произвођача лоптица сада пласира лоптице са температурним опсегом за који је лопта дизајнирана на самом паковању. Већина хокејашке лопте произвођачи продају према следећем температурном распону: црвена/наранџаста = врућа/топла изнад 60 степени, розе = хладна - између 40-60 степени, жута = хладна - испод 40 степени. Тениска лоптица или лоптица за увијање се такође може користити као алтернатива наранџастој лопти за улични хокеј, јер је много мекша од наранџасте лоптице, чиме се смањује ризик од повреда.

## Међународна правила
Међународна федерација уличног и хокеја на лопти је светско управно тело званичних турнира и лига у хокеју са лоптом и званично признаје две врсте лопти за игру: тврду, топлу климатску лопту за игру одраслих или омладину или мекшу верзију за хладније време.

### Управна тела

#### Међународна тела
Међународна федерација уличног хокеја на леду је званично призната као управно тело овог спорта од стране Међународне федерације хокеја на леду. Непрофитна организација је основана 1993. године и од 1995. године организује међународна такмичења.

#### Северна Америка
Канадска хокејашка асоцијација је званично управно тело хокеја са лоптом у Канади према признању И.С.Б.Х.Ф. УСА Балл Хокеј је званично управљачко тело уличног и дек хокеја у Сједињеним Државама које је признао И.С.Б.Х.Ф.
Национална лига у хокеју с лоптом је прва званично одобрена лига од стране УСА Бол Хокеј, званичног управљачког тела уличног и дек хокеја у Сједињеним Државама које је признао И.С.Б.Х.Ф.

#### Европа и Азија
Неколико европских и азијских земаља има своја управљачка тела у којима спорт има довољно играча да има националну подршку и присуство. Генерално, ове земље имају правилнике засноване на канадском, америчком или И.С.Б.Х.Ф. правилници или комбинација неке врсте ових.

## Турнири

### Међународни турнири
Међународна федерација уличног и хокеја с лоптом одржава неколико међународних турнира од којих је већина подељена по старосним групама и полу. Ови турнири су обично двогодишњи, као што су мушки и женски 20 и више година, мушкарци и жене до 20 година, мушкарци и жене до 18 година и мушкарци и жене до 16 година. Постоје и мушки мастерс турнири за играче од 40 година и више и Мастерс турнир за жене за играче од 35 и више година.

### Северна Америка
Сваке године се одржавају десетине турнира широм Северне Америке. Турнири обично почињу у петак и завршавају се у недељу увече.

## Популарност
Према ИСБХФ-у, лиге уличног хокеја постоје у преко 60 земаља широм света. Може се са сигурношћу претпоставити да где год људи играју хокеј на леду, људи такође играју неки облик уличног хокеја.